# Paul Chambers
Paul Laurence Dunbar Chambers, född 22 april 1935 i Pittsburgh, Pennsylvania, död 4 januari 1969 i New York, var en amerikansk kontrabasist.
Paul Chambers växte upp i Detroit. När han flyttade till New York blev han jazzbasist i J.J. Johnsons och Kai Windings kvintett och sedan i Miles Davis band. Där spelade, förutom Miles själv, även John Coltrane och Philly Joe Jones. Chambers blev snabbt en favorit hos sina kollegor och hans basspel var perfekt för både snabba melodier och långsammare ballader. Han var också, liksom Slam Stewart, känd för att spela bas med arco i jazz.
På skiva kan han höras i två av jazzens mest inflytelserika skivor: John Coltranes Giant Steps och Miles Davis Kind of Blue (båda från 1959). Låten Mr. P.C. på Giant Steps är tillägnad Chambers.
Paul Chambers levde ett hedonistiskt liv med heroin och alkohol och dog vid 33 års ålder i tuberkulos 1969.